# Vonyarcvashegy
Vonyarcvashegy ist eine ungarische Großgemeinde im Kreis Keszthely im Komitat Zala.

## Geografische Lage
Vonyarcvashegy liegt am nordwestlichen Ufer des Balaton vier Kilometer östlich von Keszthely. Die Nachbargemeinden sind Gyenesdiás im Westen und Balatongyörök im Osten.

## Geschichte
Das heutige Vonyarcvashegy entstand um 1850 durch den Zusammenschluss der Ortschaften Vonyarc und Vashegy. Bereits im Mittelalter war der Ort ein Zentrum des Weinanbaus. Seit Mitte des 20. Jahrhunderts ist Vonyarcvashegy ein beliebter Erholungs- und Ferienort. Bis 2007 gehörte die Großgemeinde zum Kleingebiet Keszthely-Hévíz, dann zum Kleingebiet Keszthely und ab 2013 zum Kreis Keszthely.

## Gemeindepartnerschaften
- Jalšovec, Kroatien
- Mărtiniș, Rumänien

## Sehenswürdigkeiten
- Gedenkstätte der 40 Fischer (40 halász emlékhely)
- Pál-Kitaibel-Aussichtsturm (Kitaibel Pál-kilátó)
- Park der Balaton-Fischer (Balatoni halászok parkja)
- Römisch-katholische Kapelle Szent Mihály, erbaut 1622
- Römisch-katholische Kapelle Szűz Mária neve, erbaut 1884
- Römisch-katholische Friedhofskapelle Szent Kereszt felmagasztalása, erbaut um 1820
- Szent-Mihály-Berg (Szent Mihály-hegy)
- Szent-Vendel-Statue, erschaffen 1889 von Ferenc Harnasch

## Bilder

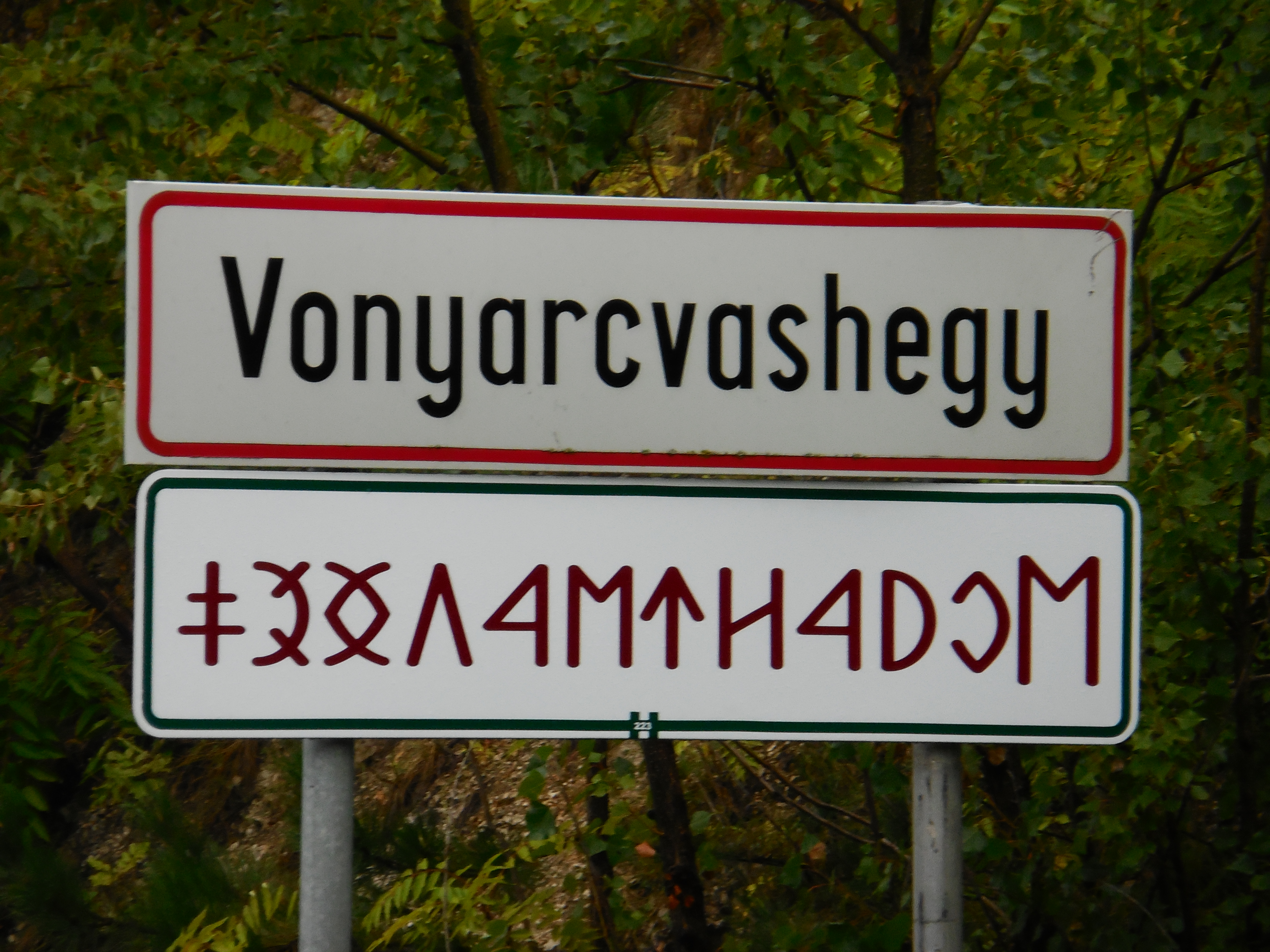
Ortstafel in lateinischer Schrift und Rovásírás
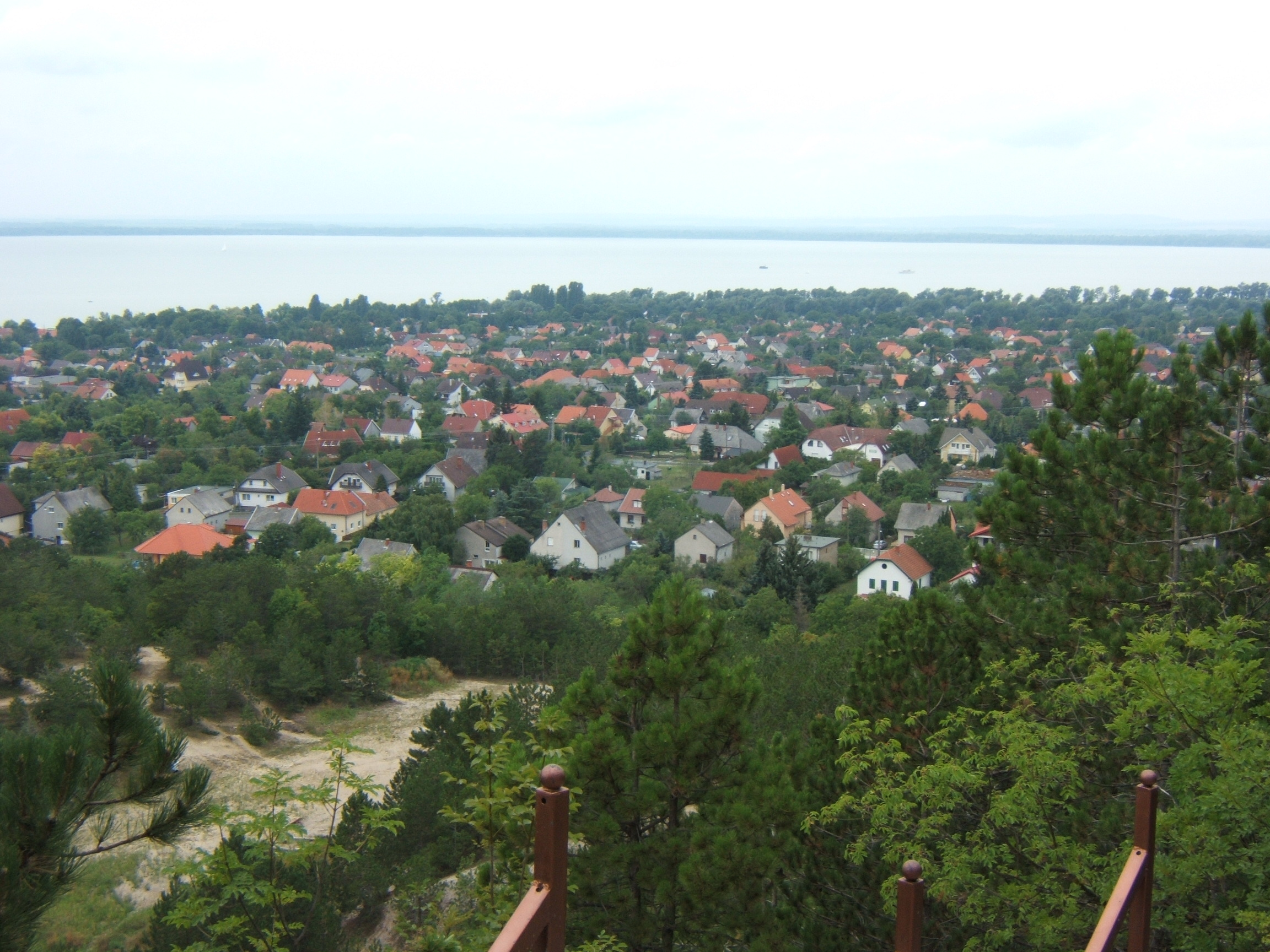
Blick über Vonyarcvashegy
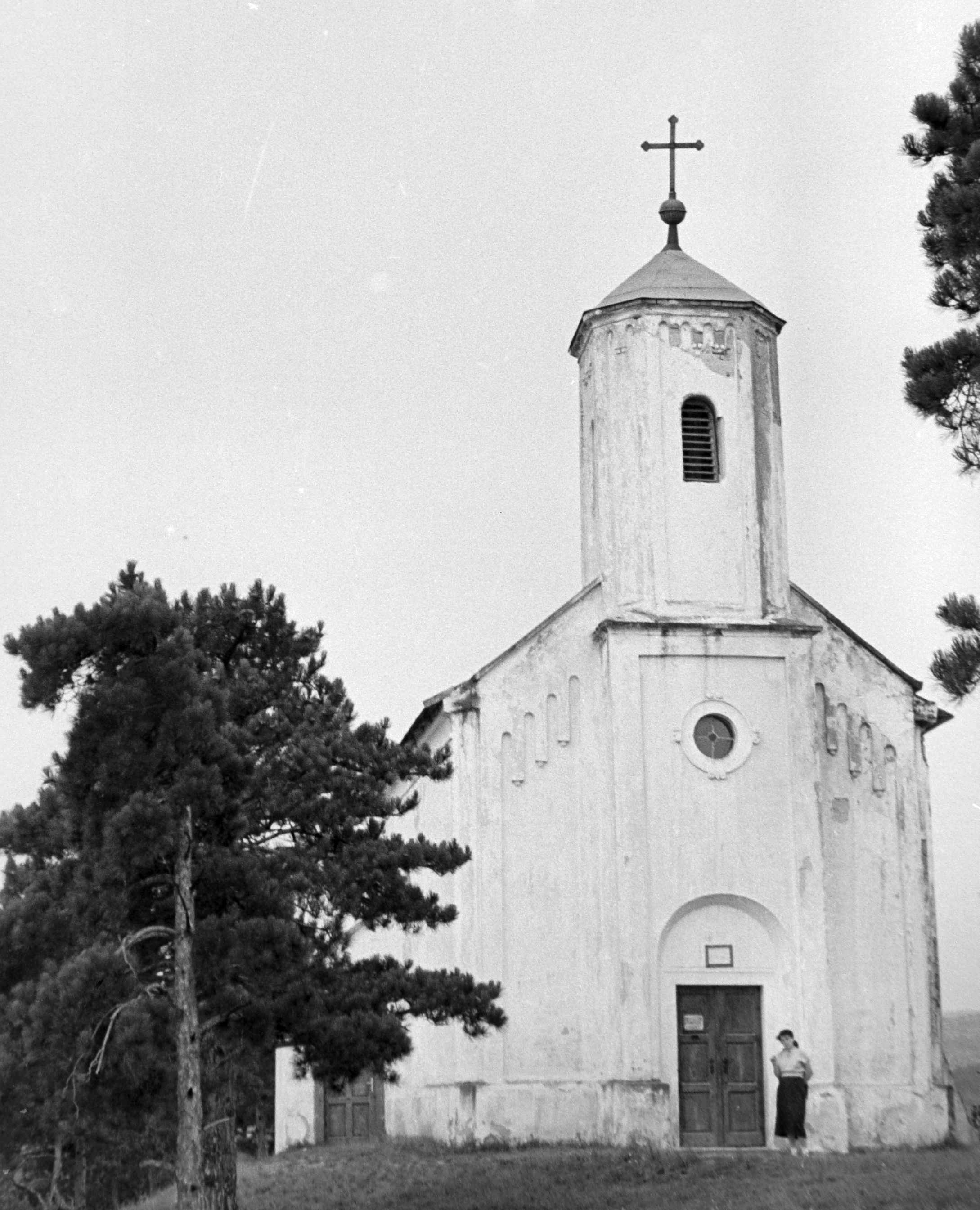
Röm.-kath. Kapelle Szent Mihály (1957)
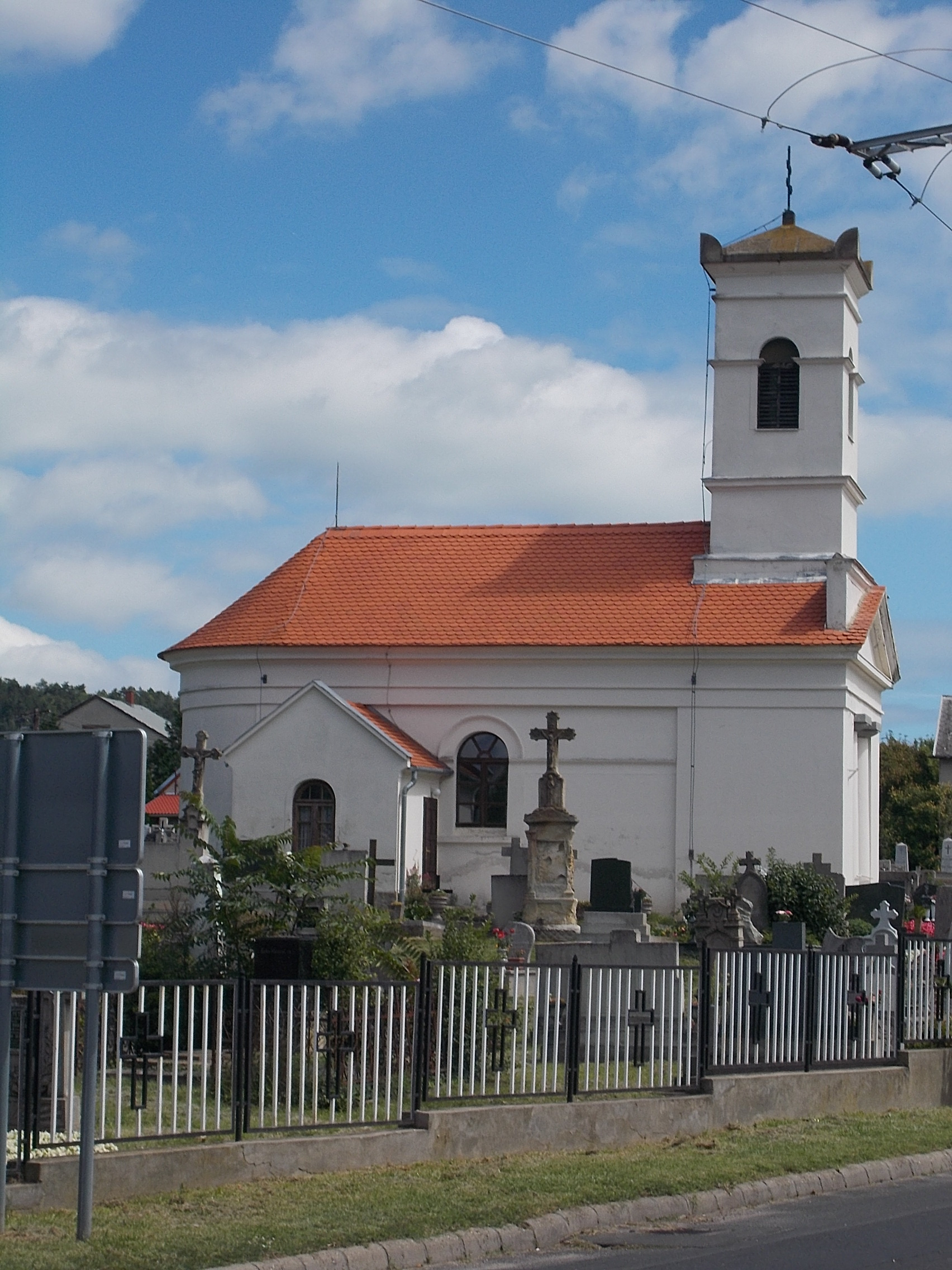
Friedhofskapelle Szent Kereszt felmagasztalása

## Verkehr
Durch Vonyarcvashegy verläuft die Hauptstraße Nr. 71. Außerdem ist die Großgemeinde angebunden an die Eisenbahnstrecke von Balatonszentgyörgy nach Tapolca. Durch den Ort führt der Balaton-Radweg.